# Earl of Portmore

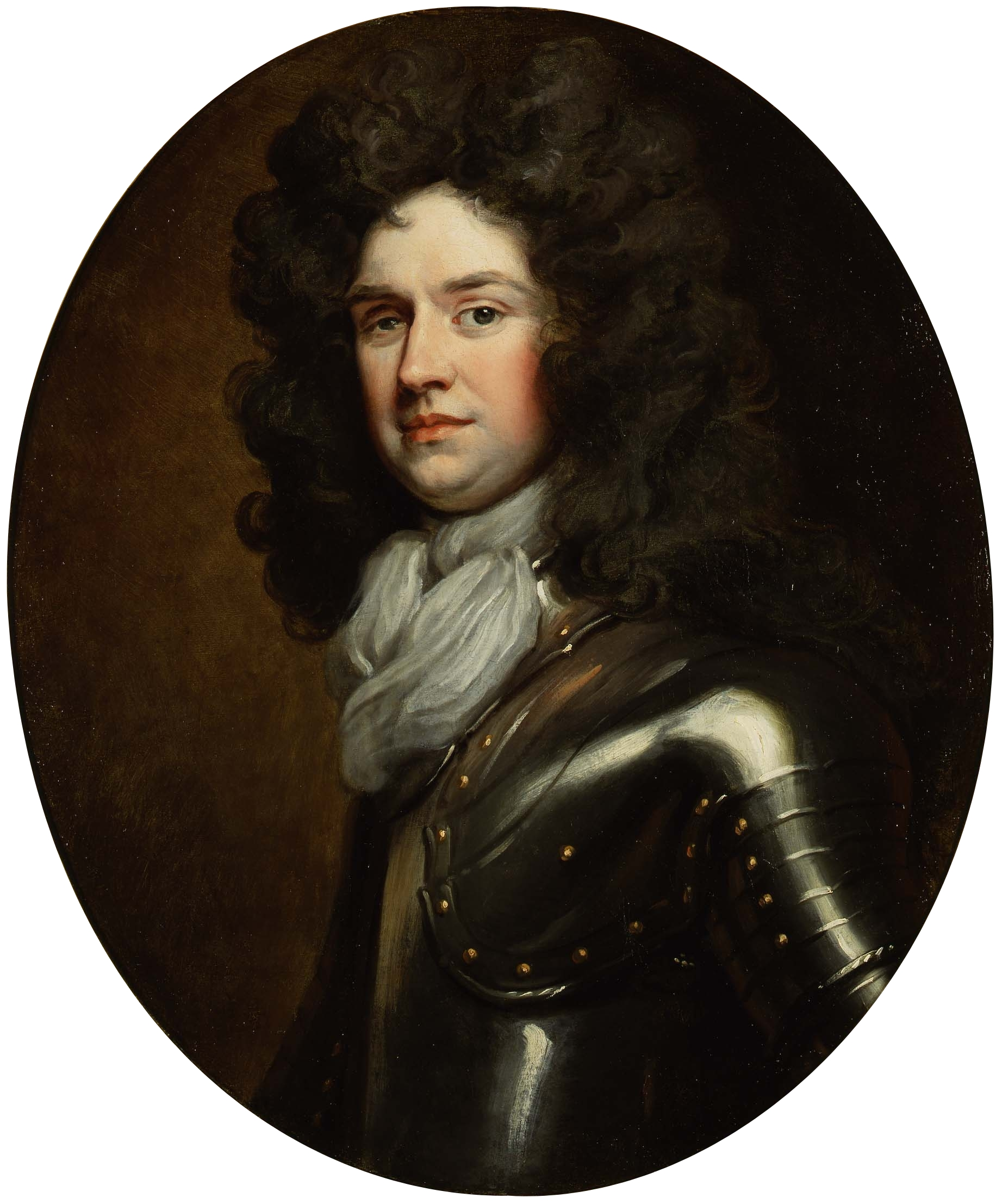
David Colyear, 1. Earl of Portmore

Earl of Portmore war ein erblicher britischer Adelstitel in der Peerage of Scotland.
Der Titel wurde am 13. April 1703 für David Colyear, 1. Lord Portmore and Blackness, geschaffen. Zusammen mit der Earlswürde wurden ihm die nachgeordneten Titel Viscount of Milsington und Lord Colyear verliehen. Bereits am 1. Juni 1699 war ihm der Titel Lord Portmore and Blackness verliehen worden. Bereits 1685 hatte er zudem von seinem Vater Sir Alexander Colyear, 1. Baronet, den Titel Baronet, of Holland, geerbt, der diesem am 20. Februar 1677 in der Baronetage of England verliehen worden war.
Alle fünf Titel erloschen beim Tod seines Urenkels, des 4. Earls, am 18. Januar 1835.

## Liste der Earls of Portmore (1703)
- David Colyear, 1. Earl of Portmore (um 1656–1730)
- Charles Colyear, 2. Earl of Portmore (1700–1785)
- William Colyear, 3. Earl of Portmore (1745–1823)
- Thomas Colyear, 4. Earl of Portmore (1772–1835)